# Knut Valinder
Knut Verner Gideon Valinder, född 30 april 1909 i Göteborg, död 10 maj 1987 i Askim, var en svensk ingenjör och målare.
Han var son till fabrikören Aron Gideon Valinder och Olga Fredrika Hedlund och från 1944 gift med Inger Rosa Viola Christiansson. Valinder avlade ingenjörsexamen vid Göteborgs tekniska skola 1932 och var vid sidan av sitt arbete som ingenjör verksam som konstnär. Han var huvudsakligen autodidakt men fick viss vägledning genom sporadiska studier för Iwan Broberg. Separat ställde han ut i Göteborg och han var representerad vid konsthandelsvisningar i Stockholm, Göteborg och Örebro. Hans konst består huvudsakligen av djurstudier inplacerade i ett miljöstaffage med specialitet på västkustens olika fåglar.  
Validen är gravsatt på Västra kyrkogården i Göteborg.